# Альтер Маркт (Кёльн)
Альтер Маркт (нем. Alter Markt) — Старая рыночная площадь в историческом центре Кёльна (Германия).

## Положение
Старая рыночная площадь находится а административном округе Альтштадт-Норд центральной части Кёльна. С северной части площади через переулок Бехергассе можно попасть в кёльнскому собору и центральному вокзалу Кёльна. На западе площадь соединяется с кёльнской ратушей. На юге переходит в площадь Хоймаркт. На востоке через переулок Линтгассе можно выйти к Рейну.
Первоначально Альтер Маркт и Хоймаркт представляли собой единую торговую площадку под названием Альтер Маркт. Со временем между возник застроенный квартал Унтерлан (с современными переулками Хюннергассе (Hühnergasse) и Унтер Кестер (Unter Käster).
На площадь проще всего попасть через остановку «Ратхаус» (Rathaus) линии 5 кёльнского скоростного трамвая (метротрама).

## История

### Римское время
Во времена Римской империи восточнее Альтер Маркт и Хоймаркт находилось русло рукава Рейна, который располагался примерно на 13 метров ниже нынешней поверхности площади и между ним и Рейном находился остров длиной примерно 1000 м. Во время строительства тоннеля метротрама с севера на юг в декабре 2007 года на глубине 12 метров было найдено транспортное судно (прам) римского периода между 50 и 100 годами нашей эры. С его помощью по рейнскому рукаву транспортировали камни для строительства города. Во времена Римской империи портовые сооружения располагались примерно на той же высоте, что и сегодняшняя ратуша. На углу переулка Мюленгассе и Альтер Маркт были найдены две большие римские гири из базальта, которые использовались для взвешивания корабельных грузов. Бо́льшая из двух гирь весила 40,93 кг и была равна 125 римским фунтам или 1½ таланта аттики.
Расширив рукав Рейна на восток, римлянам удалось в достаточной степени обезопасить водный участок в качестве гавани и использовать акваторию площадью около 60 000 м² в качестве пристани для 200 судов. Расширенный порт простирался от сегодняшнего Хольцмаркта до Бреслауер-Плац, где рукав Рейна воссоединился с главной рекой.
Восточная стена римского города проходила к западу от Хоймаркта и Альтер-Маркта у подножия холма, который выделяется и сегодня и на котором располагался преторий, а сейчас стоит ратуша. Во времена Римской империи Альтер Маркт находился за пределами рейнской городской стены, поскольку в конце I века нашей эры здесь была построена городская стена – мощное сооружение толщиной до трех метров и высотой до восьми метров. В III веке песчаная отмель на Рейне дошла до городской стены, поэтому гавань была заброшена. Территория будущей площади Альтер Маркт оказалась непригодной для застройки, поскольку земля заилившегося рукава была слишком мягкой для строительства зданий.

### Средневековье и раннее Новое время
Впервые в 922 году Альтер Маркт был задокументирован как «mercatus Coloniae» (Кёльнский рынок). Около 950 года Кёльн был расширен за счёт пригорода Рейна на территорию бывшего рукава и острова Рейна. С 988 года он числился как «форум» (рынок), а в документах «Ноймаркт» появился лишь в 1076 году. До позднего средневековья Альтер Маркт был предпочитаемым жилым районом городского руководства, в том числе из-за своего местоположения как топографического центра города.

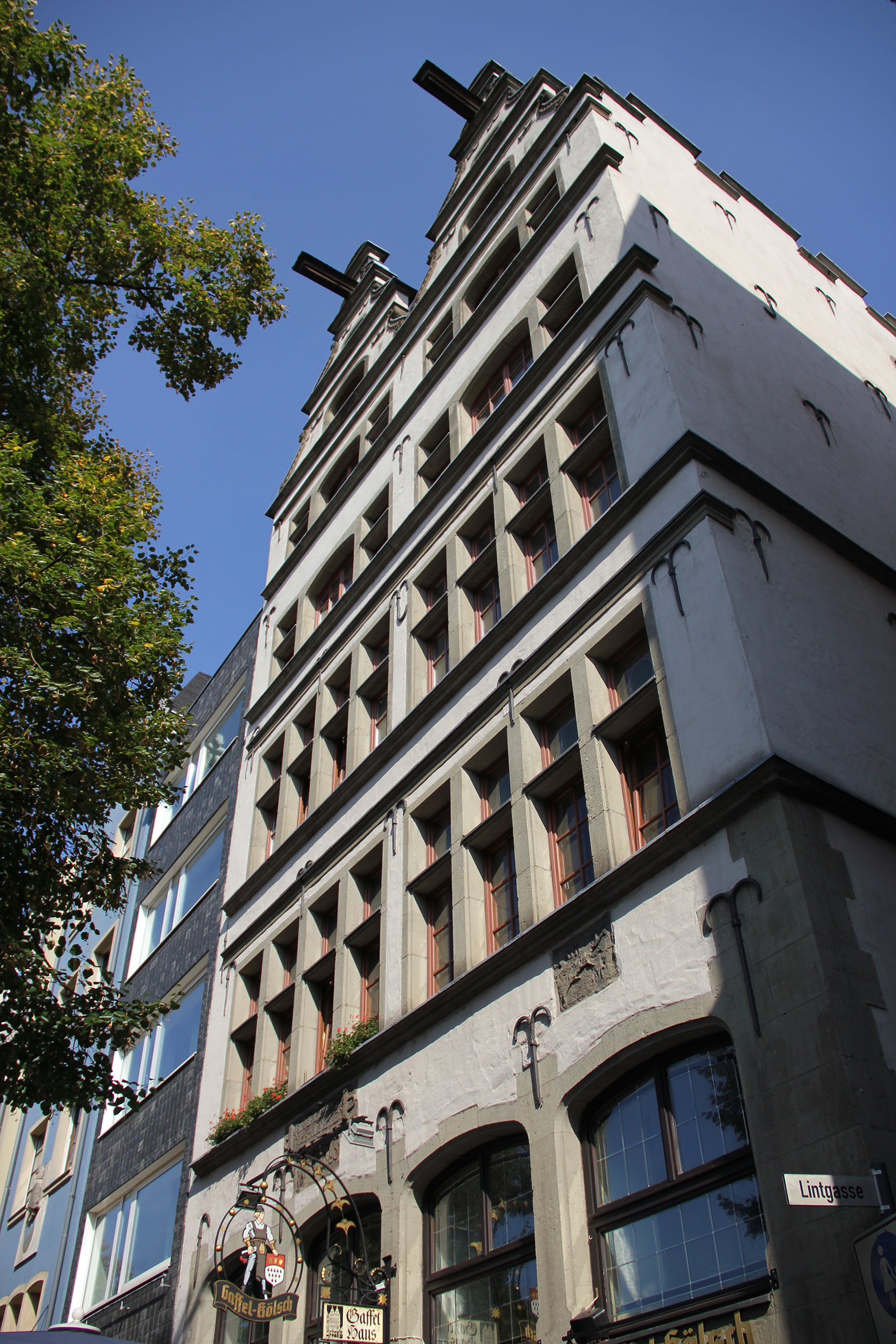
Двойное здание №№ 20-22

#### Сооружения
После 1024 года архиепископ Кельнский Пилигрим построил архиепископский монетный двор посреди Альтер Маркта к югу от Унтерлана. На портике висел колокол, символизирующий первую крупную местную денежную единицу (марку). Этот колокол, как достопримечательность Кёльна, исчез со времени оккупации Францией Кёльна. Со времён епископа Пилигрима в городе существовало право архиепископа чеканить монеты, потому что около 1027 года чеканка монет стала еще одним епископским правом. Чеканившийся здесь «Кёльнский Пфенниг» превратился в одну из ведущих валют империи. Больница Святой Бригитты была построена рядом с Мюленгассе в 1142 году и несколько раз меняла свое название, иногда её ещё называли «Больницей Святого Мартина». С 1197 года на Альтер Маркте существовала хлебная лавка, которая до 1230 года использовалась для продажи хлебобулочных изделий. Город приобрёл это двухэтажное здание в 1289 году, снёс его и продал выделенную землю. Построенные здесь жилые дома были уничтожены пожаром в 1503 году.

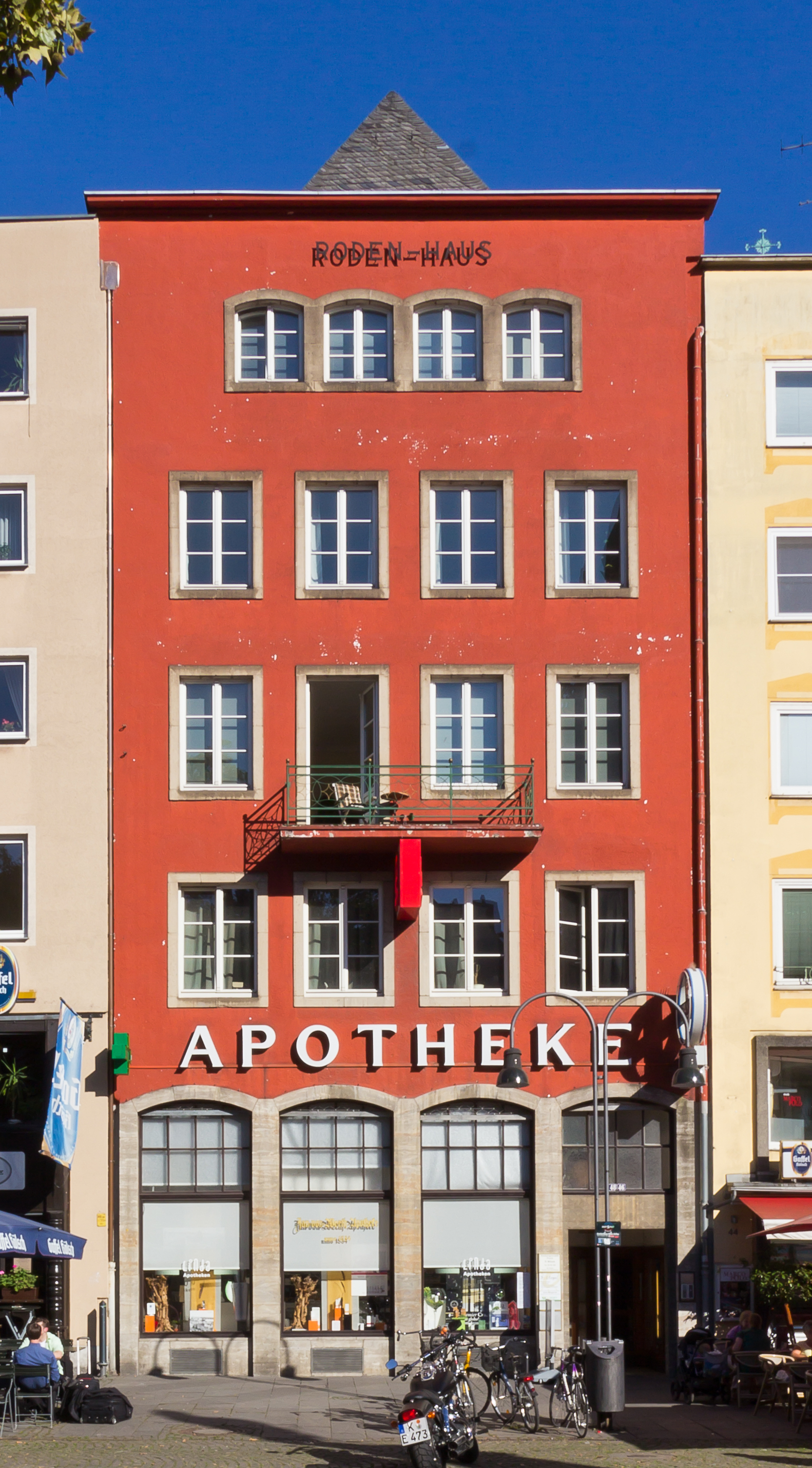
Здание №№ 46-48

Самый старый жилой дом на «Альденмарте» был построен в 1213 году в (сегодняшний комплекс №№ 20-22). Поскольку перед домом в то время торговали яблоками, он назывался «цур Брицеле ам Апфельмаркт» (zur Britzele am Apfelmarkt) (или просто «Цур Брецель» (zur Bretzel), поскольку нумерации домов ещё не существовало. Дом «Цур Брецель» первоначально функционировал как дом гильдии пекарей. Нынешний дом двойной нумерации (с домом «Цум Дорн»), построенный в 1580 году мастером-каменщиком Бенедиктом фон Швельмом, в стиле позднего ренессанса и имеющий два спиральных фронтона, является единственным первоначально сохранившимся зданием на площади.
Дом «Цур Эренпфорте» (zur Ehrenpforte) (ныне под номерами 46-48) был построен около 1230 года. С 1197 г. этот участок принадлежал Теодориху (Дитриху) де Эренпорцену. Он перешёл к Готфриду де Эренпорцену в 1248 году, был разделен в 1297 году и перешел во владение аббатства Большого Святого Мартина в 1333 году как двухквартирный дом. Трёхэтажный двухквартирный дом со ступенчатыми фронтонами и арочными окнами не сохранился, поскольку его южная часть была снесена в 1841 году, а остальная часть разрушена во время Второй мировой войны 29 июня 1943 года.
Одним из наиболее примечательных домов был дом «Цум Гранен» (№ 64), построенный около 1360 г., со ступенчатым фронтоном и фасадом со стрельчатой аркой и фигурным декором. С 1245 года он принадлежал кельнскому патрицию Франко Бирклину фон Хорну, а около 1360 года принадлежал Бруно Шерфгину. Разрушен 29 июня 1943 года. В церковных книгах земельного кадастра его же «Хаус Шерфгин» (Haus Scherfgin) (№ 50–52) впервые упоминается в 1363 году, но до 1220 года владельцем был назван его предок Генрих Шерфгин.
На месте современного здания № 29-31 в 1269 году в церковном земельном кадастре впервые указывается дом «Цум Бласбальг» (zum Blasbalg) с ренессансным фасадом и колонной конструкцией, имеющий задний корпус, обращённый к ратушной площади. Здание было приобретено городом в 1407 году и вскоре после этого на его месте была возведена башня ратуши.
«Хаус Бирклин» или «Цум Хорн» (№ 35), имеющий трёхосевой фронтон, был родовым домом патрицианской семьи Бирклин/фом Хорн и использовался для собраний купцов.